# Dicranomyia funesta
Dicranomyia funesta là một loài ruồi trong họ Limoniidae. Chúng phân bố ở miền Australasia.